# Woodruff County
Woodruff County is een county in de Amerikaanse staat Arkansas.
De county heeft een landoppervlakte van 1.519 km² en telt 8.741 inwoners (volkstelling 2000). De hoofdplaats is Augusta.

## Bevolkingsontwikkeling

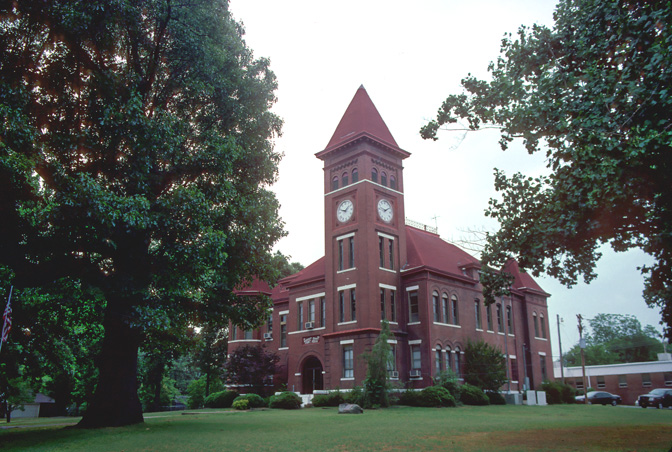
Woodruff County Courthouse